# Rainbow tree
Rainbow tree is een nummer van The Lemon Pipers dat werd geschreven door Hy Mizrahi en Kenny Laguna. Het kwam uit op hun album Green tabourine en is verder te horen op de B-kant van hun single I was not born to follow.
Het nummer werd door verschillende bands gecoverd. Zo bracht bijvoorbeeld de Amerikaanse band The Carr Twins een versie uit met de titel La dicha nos acompanara. Deze verscheen op hun album Luck shall be with us (1968).
De Nederlandse band The Cats plaatste het op hun tweede album, Cats (1968), en op verzamelaars als Songs we sang (1969) en Times were when (1972). Het nummer zou in eerste instantie ook gediend moeten hebben als B-kant van het hitsingle Lea; arrangeur Wim Jongbloed zag hier echter daags van tevoren van af.